# 来居港

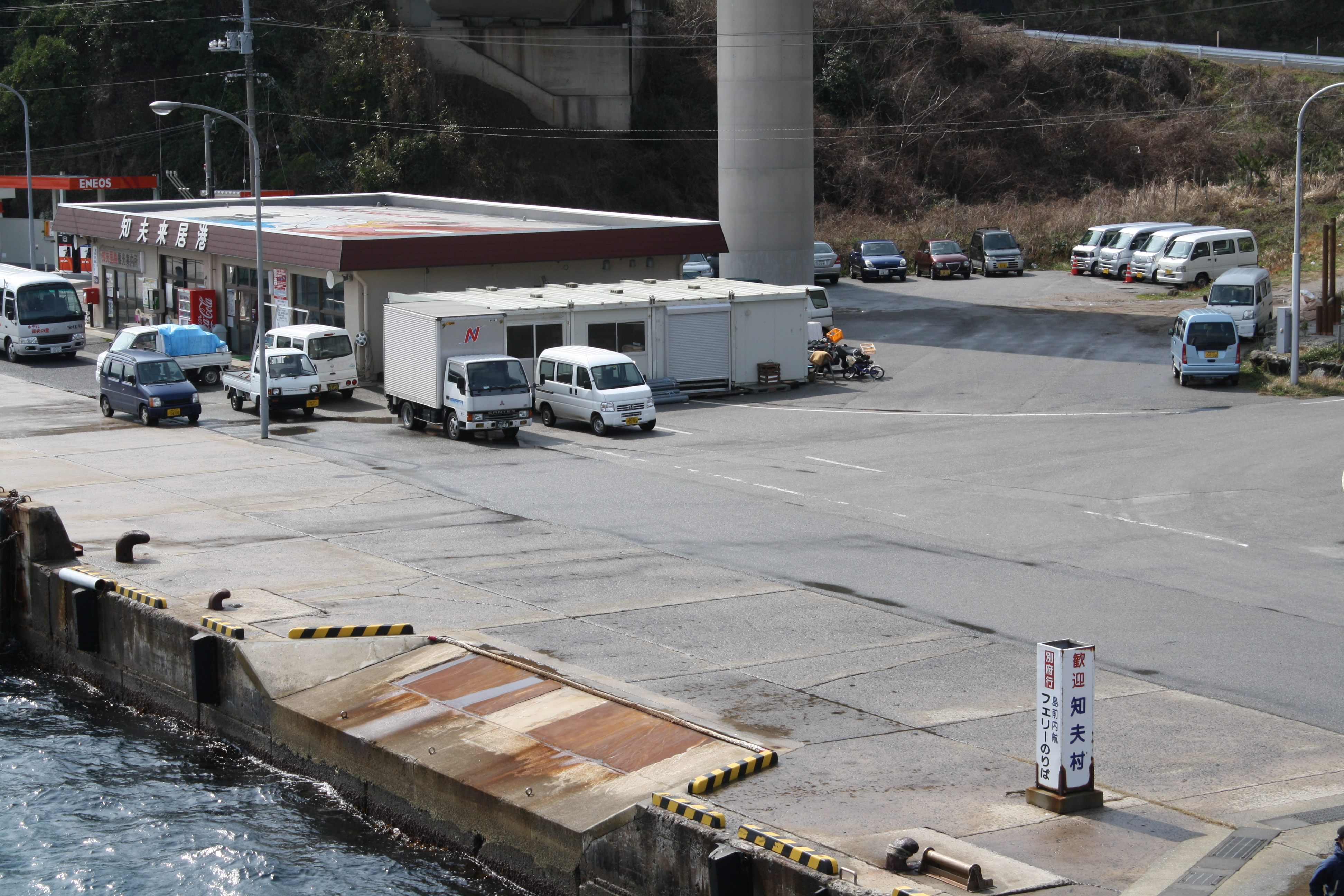
旧知夫来居港ターミナル（2012年3月）

来居港（くりいこう）は、島根県隠岐郡知夫村にある日本の地方港湾。隠岐諸島・島前の一島である知夫里島の玄関口としての役割を有している。

## 概要
現フェリーターミナルは2016年12月、島根県の来居港整備事業により着工され、翌2017年11月に完成、同年12月1日利用開始。
1階にチケット売り場や観光案内所、2階に隠岐ジオパークのPRコーナーが設けられている。2018年にはターミナル2階とフェリーを直接結ぶ連絡橋が設置される予定。
フェリー岸壁は全長95メートル。2017年に県の同整備事業により改良工事が行われた。
港一帯は2018年（平成30年）4月21日にみなとオアシスの登録をしていて、フェリーターミナルを代表施設とするみなとオアシス知夫里島として賑わい拠点ともなっている。

## 歴史
- 1968年8月1日 - 港湾区域認可
- 1980年 - フェリーターミナル竣工
- 1982年 - -5.5m岸壁の整備により大型フェリーが就航可能となる
- 1999年 - 高速旅客船ターミナルの-6.5m岸壁を整備
- 2017年12月1日 - 新ターミナル利用開始[3]

2015年度の発着数は5,920隻（1,876,119総トン）、利用客数は77,874人（乗込人員39,843人、上陸人員38,031人）である。

## 航路
隠岐汽船と隠岐観光の2社が、それぞれフェリー及び高速船を就航させている。

### 隠岐汽船
- 七類港（松江市）
- 境港（境港市）
- 島後島・西郷港（隠岐の島町）
- 西ノ島・別府港（西ノ島町）
- 中ノ島・菱浦港（海士町）

### 隠岐観光
- 西ノ島・別府港（西ノ島町）
- 中ノ島・菱浦港（海士町）

## 周辺
- 知夫里大橋（1999年完成のループ線）
- 松養寺
- 知夫村役場